# Championnat de Belgique de football 1944-1945
Navigation
Saison précédente Saison suivante
Le championnat de Belgique de football 1944-1945 aurait dû être la 43e saison du championnat de première division belge. Son nom officiel est « Division d'Honneur ». À la suite des combats marquant la libération de la Belgique et la fin de la Seconde Guerre mondiale, le début de la compétition est retardé. 
En novembre 1944, une « Coupe de la Libération » est mise sur pied, mais en raison de l'évolution du conflit, elle est retardée et ne débute qu'en janvier, mais n'est jamais terminée.
Après le débarquement de Normandie le 6 juin 1944, les combats pour la libération de l'Europe tournent en faveur des Alliés. Au début de l'automne 1944, la majeure partie de la Belgique est libérée, Liège le 3 septembre et Bruxelles le 7 septembre. Malgré tout, certaines régions, notamment la région d'Anvers sont encore le théâtre d'importants combats, qui empêchent la reprise normale d'une compétition.

## Coupe de la Libération
Cette épreuve est mise sur pied et débute le 9 novembre 1944. Onze clubs sont inscrits alors que les quatre clubs anversois (Antwerp, Beerschot, Berchem Sport et Liersche), ne sont pas en mesure de participer à cause des dégâts et des pertes causés par la Bataille de l'Escaut mais aussi et surtout en raison du fait que la métropole est en permanence bombardée par les fusées V1 et V2. De son côté, la région liégeoise souffre aussi énormément des bombardements.
Initialement suspendu pour avoir disputé un match contre une équipe de la « Wehrmacht », en octobre 1940, l'Olympic de Charleroi est blanchi et autorisé à prendre part à l'épreuve qui regroupe donc 12 clubs.
Le déclenchement de la Bataille des Ardennes, le 16 décembre 1944 provoque l'interruption de ce qui n'est déjà qu'un ersatz de championnat qui ne reprend qu'en janvier 1945. Les conditions particulières du moment, la difficulté de réunir les joueurs et surtout d'effectuer les déplacements retardent l'évolution de cette « Coupe de la Libération ». 
Jusqu'en juin, 113 rencontres sont disputées. Mais la compétition est arrêtée et ne connaît pas de vainqueur. Si certains clubs ont pu disputer près d'une vingtaine de rencontres, d'autres comme le Standard de Liège n'a pu en jouer que dix et le FC Liégeois 13. 
Ni la saison, ni la « Coupe de la Libération » ne sont comptabilisées officiellement par l'Union Belge.

## Clubs participants
Douze clubs prennent part à la compétition, c'est quatre de moins que lors de l'édition précédente à la suite du forfait de quatre équipes anversoises. Ceux dont le matricule est mis en gras existent toujours aujourd'hui. Cette saison n'étant pas comptabilisée comme officielle, elle n'entre pas en ligne de compte pour les saisons disputées par chaque club parmi l'élite.
| #  | Nom                                       | Mat. | Ville                 | Stades                       | Saison précédente |
| -- | ----------------------------------------- | ---- | --------------------- | ---------------------------- | ----------------- |
| 1  | Sportclub Eendracht Alost                 | 90   | Alost                 | Bredestraat                  | 12e               |
| 2  | Royal Sporting Club Anderlechtois         | 35   | Anderlecht            | Stade Émile Versé            | 2e                |
| 3  | Royal Cercle Sportif Brugeois             | 12   | Bruges                | Stade du CS Brugeois         | 8e                |
| 4  | Royal Olympic Club Charleroi              | 246  | Montignies-sur-Sambre | Stade de la Neuville         | 9e                |
| 5  | Royal Cercle Sportif La Forestoise        | 51   | Forest                | Stade communal               | 10e               |
| 6  | Association Royale Athlétique La Gantoise | 7    | Gentbrugge            | Stade Jules Otten            | 13e               |
| 7  | Royal Football Club Liégeois              | 4    | Rocourt               | Stade Vélodrome Oscar Flesch | Division 1B : 1er |
| 8  | Royal Standard Club Liège                 | 16   | Sclessin              | Stade de Sclessin            | 14e               |
| 9  | Royal Football Club Malinois              | 25   | Malines               | Achter de Kazerne            | 5e                |
| 10 | Union Saint-Gilloise Société Royale       | 10   | Uccle                 | Stade du Parc Duden          | 7e                |
| 11 | Sint-Niklaassche Sportkring               | 221  | Saint-Nicolas         | ?                            | Division 1A : 1er |
| 12 | Royal White Star Athletic Club            | 47   | Woluwe-Saint-Lambert  | rue de Kelle                 | 11e               |

### Localisations
| FC Malinois Bruxelles Olympic E. Aalst La Gantoise Sint-Niklaas CS Brugeois Standard CL FC Liégeois |

#### Localisation des clubs bruxellois
les 4 cercles bruxellois sont :
(6) R. SC Anderlechtois
(7) Union SG SR
(8) R. CS La Forestoise
 (14) R. White Star AC

## Résultats

### Résultats des rencontres
Avec douze clubs engagés, 132 matches sont au programme de la saison. Vu l'arrêt de la compétition avant son terme, un grand nombre des rencontres prévues ne sont pas jouées.
| Résultats (▼dom., ►ext.)                                   | ALO | AND | CSB | FOR | LAG | LIE | FCM | OLY  | STA | USG | SNK | WST |
| SC Eendracht Alost                                         |     | -   | -   | -   | -   | -   | -   | 3-1  | -   | -   | -   | -   |
| R. SC Anderlechtois                                        | -   |     | -   | -   | -   | -   | -   | -    | -   | -   | -   | -   |
| R. CS Brugeois                                             | -   | -   |     | -   | -   | -   | -   | 2-0  | -   | -   | -   | -   |
| R. CS La Forestoise                                        | -   | -   | -   |     | -   | -   | -   | 1-2  | -   | -   | -   | -   |
| ARA La Gantoise                                            | -   | -   | -   | -   |     | -   | -   | 3-2  | -   | -   | -   | -   |
| R. FC Liégeois                                             | -   | -   | -   | -   | -   |     | -   | 4-10 | -   | -   | -   | -   |
| FC Malinois                                                | -   | -   | -   | -   | -   | -   |     | 6-2  | -   | -   | -   | -   |
| R. Olympic CC                                              | 0-1 | -   | 3-1 | 0-5 | Ann | -   | 0-2 |      | 3-2 | 3-1 | 3-3 | 2-1 |
| R. Standard CL                                             | -   | -   | -   | -   | -   | -   | -   | 5-0  |     | -   | -   | -   |
| Union St-Gilloise SR                                       | -   | -   | -   | -   | -   | -   | -   | 1-2  | -   |     | -   | -   |
| Sint-Niklaasche SK                                         | -   | -   | -   | -   | -   | -   | -   | 0-4  | -   | -   |     | -   |
| White Star AC                                              | -   | -   | -   | -   | -   | -   | -   | 1-1  | -   | -   | -   |     |
| - Victoire à domicile - Match nul - Victoire à l'extérieur |     |     |     |     |     |     |     |      |     |     |     |     |

- « Ann »= rencontre programmée (le 27/05/1945) mais finalement annulée.

### Classement au moment de l'arrêt des compétitions
| Rang | Équipe               | Pts | J  | G  | N | P  | Bp | Bc | Diff |
| ---- | -------------------- | --- | -- | -- | - | -- | -- | -- | ---- |
| 1    | R. SC Anderlechtois  | 26  | 19 | 10 | 6 | 3  | 69 | 33 | +36  |
| 2    | R. FC Malinois       | 24  | 17 | 10 | 4 | 3  | 66 | 35 | +31  |
| 3    | ARA La Gantoise      | 22  | 19 | 9  | 4 | 6  | 52 | 45 | +7   |
| 4    | R. FC Liégeois       | 20  | 13 | 9  | 2 | 2  | 54 | 31 | +23  |
| 5    | R. CS La Forestoise  | 20  | 18 | 10 | 0 | 8  | 43 | 54 | -11  |
| 6    | Sint-Niklaassche SK  | 20  | 21 | 7  | 6 | 8  | 48 | 58 | -10  |
| 7    | SC Eendracht Aalst   | 17  | 17 | 6  | 5 | 6  | 43 | 42 | +1   |
| 8    | R. Olympic CC        | 16  | 18 | 7  | 2 | 9  | 32 | 48 | -16  |
| 9    | R. CS Brugeois       | 14  | 16 | 6  | 2 | 8  | 36 | 41 | -5   |
| 10   | Union St-Gilloise SR | 12  | 20 | 4  | 4 | 12 | 17 | 68 | -51  |
| 11   | R. White Star AC     | 11  | 21 | 3  | 5 | 13 | 33 | 70 | -37  |
| 12   | R. Standard CL       | 8   | 10 | 3  | 2 | 5  | 21 | 24 | -3   |

Abréviations
 : nouveau venu depuis la saison précédente

### Meilleur buteur au moment de l'arrêt des compétitions
Albert De Cleyn (R. FC Malinois) occupe la tête du classement des buteurs avec 25 buts en 17 matches. Il est meilleur buteur pour la deuxième fois lors d'un championnat non officiel, la troisième fois dans l'absolu.

## Récapitulatif de la saison
Pas de champion à la suite de l'arrêt du championnat avant son terme.
| Région flamande (5)             | Région flamande (5) | Province de Brabant (4)      | Province de Brabant (4) | Région wallonne (3)    | Région wallonne (3) |
| ------------------------------- | ------------------- | ---------------------------- | ----------------------- | ---------------------- | ------------------- |
| Province d'Anvers               | 1                   | Région de Bruxelles-Capitale | 4                       | Province de Hainaut    | 1                   |
| Province de Flandre-Occidentale | 1                   | Province du Brabant flamand  | 0                       | Province de Liège      | 2                   |
| Province de Flandre-Orientale   | 3                   | Province du Brabant wallon   | 0                       | Province de Luxembourg | 0                   |
| Province de Limbourg            | 0                   |                              |                         | Province de Namur      | 0                   |

1. ↑  Au niveau footballistique, la province de Brabant est toujours unitaire malgré sa partition territoriale en 1995.

### Admission et relégation
Aucun club n'est relégué vu que la compétition ne s'est pas terminée. 
En vue de la saison suivante, l'URBSFA décrète l'annulation de toutes les relégations subies durant les trois « championnats de guerre » (1941-1942, 1942-1943 et 1943-1944). Cette mesure s'applique à tous les niveaux nationaux et régionaux. À la fin de l'été 1945, les séries nationales sont reformées et dans de nombreux cas, on retrouve certaines séries avec 17, 18 ou 19 clubs.

### Débuts en Division d'Honneur
Le Sint-Niklaassche SK fait ses débuts au plus haut niveau lors de cette saison mais vu qu'elle est arrêtée avant la fin, elle ne compte pas comme étant sa première.

### Bilan de la saison
| Championnat de Belgique de football 1944-1945 |       |
| Champion                                      | aucun |
| Dauphin                                       | aucun |
| Promotions et relégations                     |       |
| Promus en Division d'Honneur                  | aucun |
| Relégués en Division 1                        | aucun |